# درمان کوتاه‌مدت با نظارت مستقیم بیماری سل (DOTS)
درمان کوتاه‌مدت بیماری سل (به انگلیسی: Directly observed treatment, short-course) مخفف DOTS به معنای درمان کوتاه مدت با نظارت مستقیم هست.
به پیشنهاد سازمان بهداشت جهانی (WHO) نام این روش استراتژی کنترل توبرکلوزیس بیماری (سل یا TB) رو DOTS یا TB-DOTS گذاشته‌اند.
طبق نظر این سازمان بهترین روش کنترل سرعت پخش و شیوع این بیماری، استفاده از متد داتس (DOTS) می‌باشد.
همچنین بهترین روش درمانی امروزی برای سل به عنوان DOTS شناخته می‌شود. "
داتس ۵ هدف اصلی را دنبال می‌کند :
- تعهد دولتی شامل تأسیس مرکز نمایش آماری، ضبط اسناد و آموزش بیماران TB علاوه بر تعهد سیاسی در همه سطوح
- تشخیص موارد جدید از طریق آزمایش SPUTUM DIRECT SMEAR
- رعایت پروتکل درمانی استاندارد از 6 تا 9 ماه با نظارت مستقیم نماینده این سازمان برای حداقل 2 ماه نخست
- تأمین بموقع دارو
- استفاده از سیستم آمارگیری و گزارش دهی استاندارد جهانی جهت ارزیابی نتایج درمانی

## تاریخچه
استراتژی فنی DOTS توسط کارل استیبلو از اتحادیه بین‌المللی علیه بیماری سل و انواع بیماری ریوی در دهه ۱۹۸۰–۱۹۷۰ تدوین شده‌است، که غالبا در تانزانیا، مالاوی، نیکاراگوئه و موزامبیک در آن زمان بکار برده شد. استیبلو تصریح کرد: «داتس یک سیستم درمانی با یک توازن مالی_عملکردی فوق العاده است که علارغم هزینه مقرون به صرفه اش، سرعت درمان را بخوبی بالا می‌برد و در حال حاضر برای بسیاری از کشورهای در حال توسعه قابل استفاده است.» این سیستم باعث افزایش عددی درصد افراد درمان شده از ۴۰٪ به نزدیک به ۸۰٪ شده‌است که در هزینه آن ۱۰ دلار به ازای هر نفر و برای هر مبتلا جدید ۳ دلار صرفه جویی می‌شود.